# قلعه آیزو-واکاماتسو
قلعه آیزو-واکاماتسو، قلعه تسوروگا (به ژاپنی: 会津若松城, Aizu-Wakamatsu-jō) یک قلعه ژاپنی به سبک بالای تپه است که در آیزوواکاماتسو، فوکوشیما در استان فوکوشیما در ژاپن قرار دارد. این قلعه ابتدا به خاندان آشینا تعلق داشته‌است.